# Гаплогруппа U5a1i (мтДНК)
Гаплогруппа U5a1i — гаплогруппа митохондриальной ДНК человека.

## Субклады
- U5a1i1 : C12103A • C14003T
- U5a1i2 : A533G

## Палеогенетика

### Медный век
Хвалынская культура
- 10433 • SVP46 — Khvalynsk II (grave 1) — Хвалынск, Самарская область, Россия — 4689-4543 calBCE (5760±25 BP, PSUAMS-4032) — M — R1a1 (M459) : U5a1i.[1]

### Бронзовый век
Ямная культура
- RISE550.SG — Peshany V, kurgan 1, grave 3 — Калмыкия, Россия — 3334-2635 calBCE (4312±94 BP, IGAN-2880) — M — R1b1a1a2 (M269) : U5a1i.[1]

Полтавкинская культура
- I0442 • SVP55 —  Zhuravlikha I, kurgan 1, grave 10 — Большой Иргиз, Самарская область, Россия — 2800-2000 BCE — Ж — U5a1i.[2]

Традиция колоколовидных кубков
- I4885 • feature 528 / Grave 3 — Prague 8, Kobylisy, Ke Stírce Street — Чехия — 2289–2143 calBCE (3790±20 BP, PSUAMS-2843) — М — R1b1a1a2a1a2b1 : U5a1i.[3]

Мержановицкая культура
- poz790 — Hrebenne 10, grave 3/97/. part 1B — Польша — 2289-2041 calBC — М — U5a1i.[4]
- poz791 — Hrebenne 10, grave 3/97/. part 2A — Польша — 2277-2030 calBC — Ж — U5a1i.[4]

Унетицкая культура
- I0115	• ESP3 — Эсперштедт, Германия — 1954-1760 calBCE (3540±31 BP, MAMS-21494) — Ж — U5a1i.[1]

Катакомбная культура
- RK4001.A0101 • BZNK-284/1 — Rasshevatskiy 4, kurgan 1, grave 4 — 2451-2203 calBC (MAMS 29819) — М — R1b1a1b1b3a (Z2109) : U5a1i.[5]

Срубная культура
- I0233 • SVP13 — Novosel'ki, kurgan 2, grave 4 — Татарстан , Россия — 1850-1200 BCE — M — R1 : U5a1i.[2]

### Средние века
Хунну
- SKT001.A0101 • CA-4-1 — Салхитын Ам — Хувсгел, Монголия — Ж — U5a1i.[6]

Мадьяры (древние венгры)
- Kenezlo-Fazekaszug2/1044 — Kenézlő, Венгрия — 10 век — M? — U5a1i.[7]

## Публикации
2015
- Mathieson, I., Lazaridis, I., Rohland, N. et al. Genome-wide patterns of selection in 230 ancient Eurasians. Nature (23 ноября 2015).

2018
- Olalde, I., Brace, S., Allentoft, M. et al. The Beaker phenomenon and the genomic transformation of northwest Europe. Nature (21 февраля 2018). Архивировано 9 мая 2017 года.
- Neparáczki E, Maróti Z, Kalmár T, Kocsy K, Maár K, Bihari P, et al. Mitogenomic data indicate admixture components of Central-Inner Asian and Srubnaya origin in the conquering Hungarians. PLOS One (18 октября 2018).

2019
- Wang, C., Reinhold, S., Kalmykov, A. et al. Ancient human genome-wide data from a 3000-year interval in the Caucasus corresponds with eco-geographic regions. Nature Communications (4 февраля 2019). Архивировано 16 мая 2018 года.
- Narasimhan V., Patterson N., Moorjani P. et al. The formation of human populations in South and Central Asia. Science (6 сентября 2019). Архивировано 31 марта 2018 года.

2020
- Jeong Ch, Wang K, Wilkin Sh. et al. A dynamic 6,000-year genetic history of Eurasia’s Eastern Steppe. bioRxiv (26 марта 2020).
- Juras, A, Makarowicz, P, Chyleński, M; et al. (Июнь 2020). Mitochondrial genomes from Bronze Age Poland reveal genetic continuity from the Late Neolithic and additional genetic affinities with the steppe populations. American Journal of Physical Anthropology. 172 (2): 176–188. doi:10.1002/ajpa.24057. PMID 32297323. {{cite journal}}: Явное указание et al. в: |author= (справка)Википедия:Обслуживание CS1 (множественные имена: authors list) (ссылка)